# Pseudomogrus
Pseudomogrus Simon, 1937 è un genere di ragni appartenente alla famiglia Salticidae.

## Distribuzione
Le 34 specie sono state reperite in Europa meridionale, Asia e Africa.

## Tassonomia
Per la descrizione delle caratteristiche di questo genere sono stati esaminati gli esemplari tipo di Attus univittatus (Simon, 1871).
Considerato sinonimo posteriore di Yllenus Simon, 1868 da un lavoro di Prószyński (1968d); rivalidato come genere a sé e ritenuto sinonimo posteriore di Logunyllus Prószyński, 2016 a seguito di un recente lavoro degli aracnologi Marusik & Blick del 2019 eseguito sugli esemplari tipo Attus albocinctus Kroneberg, 1875.
Non sono stati esaminati esemplari di questo genere dal 2020.
Attualmente, a febbraio 2022, si compone di 34 specie:
1. Pseudomogrus albifrons (Lucas, 1846) — Africa settentrionale, Medio Oriente
2. Pseudomogrus albocinctus (Kroneberg, 1875) — dalla Turchia alla Cina
3. Pseudomogrus algarvensis (Logunov & Marusik, 2003) — Portogallo
4. Pseudomogrus auriceps (Denis, 1966) — Libia
5. Pseudomogrus bactrianus (Andreeva, 1976) — Tagikistan
6. Pseudomogrus bakanas (Logunov & Marusik, 2003) — Kazakistan
7. Pseudomogrus bucharaensis (Logunov & Marusik, 2003) — Uzbekistan, Kazakistan
8. Pseudomogrus caspicus (Ponomarev, 1978) — Russia europea, Azerbaigian, Kazakistan, Turkmenistan
9. Pseudomogrus dalaensis (Logunov & Marusik, 2003) — Kazakistan
10. Pseudomogrus dumosus Logunov & Schäfer, 2019 — Spagna (isole Canarie)
11. Pseudomogrus gavdos (Logunov & Marusik, 2003) — isole Canarie, Algeria, Italia (Sardegna), Grecia (Creta)
12. Pseudomogrus guseinovi (Logunov & Marusik, 2003) — Azerbaigian, Kazakistan, Turkmenistan
13. Pseudomogrus halugim (Logunov & Marusik, 2003) — Israele
14. Pseudomogrus improcerus (Wesołowska & van Harten, 1994) — Yemen
15. Pseudomogrus knappi (Wesołowska & van Harten, 1994) — Sudan, Yemen
16. Pseudomogrus logunovi (Wesołowska & van Harten, 2010) — Emirati Arabi Uniti
17. Pseudomogrus mirabilis (Logunov & Marusik, 2003) — Uzbekistan, Turkmenistan
18. Pseudomogrus mirandus (Wesołowska, 1996) — Turkmenistan
19. Pseudomogrus nigritarsis (Logunov & Marusik, 2003) — Turkmenistan
20. Pseudomogrus nurataus (Logunov & Marusik, 2003) — Uzbekistan
21. Pseudomogrus pavlenkoae (Logunov & Marusik, 2003) — Kazakistan
22. Pseudomogrus pseudovalidus (Logunov & Marusik, 2003) — Kazakistan, Turkmenistan
23. Pseudomogrus ranunculus (Thorell, 1875) — Algeria
24. Pseudomogrus saliens (O. P.-Cambridge, 1876) — Africa settentrionale, Arabia Saudita, Yemen
25. Pseudomogrus salsicola (Simon, 1937) — dalla Francia ad Israele
26. Pseudomogrus shakhsenem (Logunov & Marusik, 2003) — Turkmenistan
27. Pseudomogrus squamifer (Simon, 1881) — Spagna, Portogallo
28. Pseudomogrus tamdybulak (Logunov & Marusik, 2003) — Uzbekistan
29. Pseudomogrus tschoni (Caporiacco, 1936) — Israele, libia, Egitto, Emirati Arabi Uniti
30. Pseudomogrus univittatus (Simon, 1871)[2] — Francia, Turchia, probabilmente Turkmenistan
31. Pseudomogrus validus (Simon, 1889) — dall'Asia centrale alla Mongolia
32. Pseudomogrus vittatus (Thorell, 1875) — dall'Europa orientale al Kazakistan
33. Pseudomogrus zaraensis (Logunov, 2009) — Turchia
34. Pseudomogrus zhilgaensis (Logunov & Marusik, 2003) — Kazakistan

### Sinonimi
- Pseudomogrus arabicus Prószyński, 1993; posta in sinonimia con P. saliens O. P.-Cambridge, 1876, a seguito di un lavoro degli aracnologi Logunov & Marusik del 2003[1].
- Pseudomogrus israelensis Logunov, 1996; posta in sinonimia con P. tschoni Caporiacco, 1936, a seguito di un lavoro degli aracnologi Logunov & Marusik del 2003[1].
- Pseudomogrus probatus Wesołowska, 1996; posta in sinonimia con P. mirandus Wesołowska, 1996, a seguito di un lavoro degli aracnologi Logunov & Marusik del 2003[1].
- Pseudomogrus somonensis Prószyński, 1982; posta in sinonimia con P. validus Simon, 1889, a seguito di un lavoro degli aracnologi Logunov & Marusik del 2003[1].